# Орпјано (Мачерата)
Орпјано (итал. Orpiano) насеље је у Италији у округу Мачерата, региону Марке.
Према процени из 2011. у насељу је живело 42 становника. Насеље се налази на надморској висини од 454 м.